# سیارک ۱۴۹۱۹
سیارک ۱۴۹۱۹ (به انگلیسی: 14919 Robertohaver، نامگذاری:1994PG) چهارده هزار و نهصد و نوزدهمین سیارک کشف شده‌است که در ۶ اوت ۱۹۹۴ کشف شد.
قدر مطلق سیارک برابر ۱۳٫۸۰ است.